# Nogle danske Sangfugle ved Foraarstid
|  | Denne artikel er oprettet af botten PalnaBot ud fra en ekstern database. Den kan derfor have sproglige fejl eller mangler. Denne skabelon kan fjernes efter kontrol af indholdet. |

Nogle danske Sangfugle ved Foraarstid er en film instrueret af Arthur Christiansen.

## Handling
En gennemgang af en række danske småfugle: stær, musvitten, solsort, rødhals, gulspurv, bynkefugl, gul vipstjert, løvsanger, tornsanger, gærdesmutte, rørsanger.